# Windows Movie Maker
Windows Movie Maker byl program firmy Microsoft pro vytváření a úpravu filmů a domácích videonahrávek. Byl k dispozici ve výchozí instalaci operačních systémů Windows ME, Windows XP, Windows Vista a Windows 7. Po ukončení Windows Live v roce 2012, jehož byl Movie Maker součástí, vyšla poslední aktualizovaná verze v roce 2014. V roce 2017 byl Movie Maker odstraněn ze stránek firmy Microsoft, a nebylo ho tak již možné oficiálně stáhnout. V současnosti lze balíček s programem nainstalovat z internetu z neoficiálních zdrojů. 
Nástupcem programu Movie Maker je aplikace Microsoft Photos (česky Fotky), která je součástí systému Windows 8 a novějších.
V roce 2021 Microsoft koupil za blíže neupřesněnou částku online nástroj pro úpravu videa s názvem Clipchamp, který byl integrován do Windows 11 dne 9. března 2022. Po počáteční kritice, že bezplatná verze umožňuje exportovat video nejvýše v rozlišení 480p, byla záhy neplacená verze rozšířena pro 1080p.

## Funkce
- sdílení fotoalb, dokumentů či domácích nahrávek
- stříhání a rozdělení filmu, jeho opatření textovými (lze si vybrat barvu, písmo, animaci) a závěrečnými titulky
- vložení audiostopy k obrázkům a vytvořit tak komentovanou fotoprezentaci